# Richmond (Kalifornie)
Richmond je město v okrese Contra Costa County ve státě Kalifornie ve Spojených státech amerických. Je druhým nejlidnatějším městem, které ve Spojených státech nese název Richmond po Richmondu ve Virginii. Město je dále druhé nejlidnatější v okrese Contra Costa a 54. nejlidnatější v Kalifornii.
K roku 2010 zde žilo 103 701 obyvatel. S celkovou rozlohou 135,923 km² byla hustota zalidnění 1332 obyvatel na km². Leží v San Francisco Bay Area. 